# نيكولاس روش
نيكولاس روش (بالإنجليزية: Nicolas Roche)‏ مواليد 3 يوليو 1984 في فرنسا، هو دراج أيرلندي في صنف سباق الدراجات على الطريق. شارك في دورة الألعاب الأولمبية الصيفية.

## سباقات أو مراحل فاز بها
| التاريخ        | السباق                                                            | المركز                      |
| -------------- | ----------------------------------------------------------------- | --------------------------- |
| 19 سبتمبر 2004 | جراند بريكس دي إسبيرجوس 2004                                      | العاشر في التصنيف العام     |
| 22 مايو 2005   | طواف فونديه 2005                                                  | الرابع في التصنيف العام     |
| 18 أبريل 2006  | باريس-كاممبير 2006                                                | العاشر في التصنيف العام     |
| 30 يوليو 2006  | بولينورماند 2006                                                  | الثامن في التصنيف العام     |
| 17 أبريل 2007  | باريس-كاممبير 2007                                                | التاسع في التصنيف العام     |
| 19 أبريل 2007  | جائزة دينين الكبرى 2007                                           | السادس في التصنيف العام     |
| 22 أبريل 2007  | ترو-برو ليون 2007                                                 | التاسع في التصنيف العام     |
| 05 أغسطس 2007  | بولينورماند 2007                                                  | الخامس في التصنيف العام     |
| 12 مارس 2008   | طواف إيفواريان دي لا بيكس 2008                                    | السادس في التصنيف العام     |
| 15 أبريل 2008  | باريس-كاممبير 2008                                                | الثامن في التصنيف العام     |
| 21 سبتمبر 2008 | طواف إسبانيا 2008                                                 | المرتبة 13 في التصنيف العام |
| 22 يونيو 2014  | روتي دو سود 2014                                                  | الفائز في التصنيف العام     |
| 23 يونيو 2016  | سباق الطريق ضد الساعة للرجال في بطولة أيرلندا لسباق الدراجات 2016 | الفائز في التصنيف العام     |
| 26 يونيو 2016  | سباق الطريق للرجال في بطولة أيرلندا لسباق الدراجات 2016           | الفائز في التصنيف العام     |
| 30 سبتمبر 2021 | سباق الطريق ضد الساعة للرجال في بطولة أيرلندا 2021                |                             |

## وصلات خارجية
- الموقع الرسمي

## روابط خارجية
- نيكولاس روش على موقع الاتحاد الدولي للدراجات (الإنجليزية)
- نيكولاس روش على موقع أرشيف الدراجات (الإنجليزية)
- نيكولاس روش على موقع إحصائيات الدراجات الإحترافية (الإنجليزية)
- نيكولاس روش على موقع نسبة الدراجات (الإنجليزية)
- نيكولاس روش على موقع CycleBase (الإنجليزية)
- نيكولاس روش على موقع اللجنة الأولمبية الدولية (الإنجليزية)
- نيكولاس روش على موقع أوليمبيديا (الإنجليزية)
- نيكولاس روش على موقع اللجنة الأولمبية الأيرلندية (الإنجليزية)
- نيكولاس روش على موقع الاتحاد الدولي للدراجات (الإنجليزية)
- نيكولاس روش على موقع أرشيف الدراجات (الإنجليزية)
- نيكولاس روش على موقع إحصائيات الدراجات الإحترافية (الإنجليزية)
- نيكولاس روش على موقع نسبة الدراجات (الإنجليزية)
- نيكولاس روش على موقع CycleBase (الإنجليزية)
- نيكولاس روش على موقع اللجنة الأولمبية الدولية (الإنجليزية)
- نيكولاس روش على موقع أوليمبيديا (الإنجليزية)
- نيكولاس روش على موقع اللجنة الأولمبية الأيرلندية (الإنجليزية)